# آنا بلن آلوارو
آنا بلن آلوارو (اسپانیایی: Ana Belén Álvaro‎؛ زادهٔ ۲۴ آوریل ۱۹۶۹) بازیکن بسکتبال زن اهل اسپانیا بود.
وی در مسابقات کشوری و بین‌المللی در مجموع برندهٔ ۱ مدال طلا شده‌است.